# Крючковская
 Крючковская  — опустевшая деревня в Афанасьевском районе Кировской области в составе Борского сельского поселения.

## География
Расположена на расстоянии примерно 19 км на север-северо-запад по прямой от центра поселения поселка  Бор на левобережье реки Кама.

## История
Известна была с 1891 года как починок Горязин Аника или Крючковский с 4 дворами, в 1905 это починок Крычковский с 4 дворами и 22 жителями. В 1926 году здесь (Крючковский починок) 5 хозяйств и 34 жителя, в 1950  с 13 хозяйствами и 60 жителями. В 1989 году оставалось 4 жителя. Нынешнее название утвердилось с 1939 года.  

## Население
Постоянное население составляло 4 человека (русские 100%) в 2002 году, 0 в 2010.